# Wichowe
Wichowe, auch Wicouge genannt, ist eine Wüstung im Stadtgebiet von Naumburg (Saale) im südlichen Sachsen-Anhalt, Deutschland.

## Lage
Der Ort lag an der heutigen Weißenfelser Straße (B 180 / B 87) ungefähr südlich des heutigen Stadtteils Grochlitz. In jüngerer Zeit wurde Wichowe von Naumburg assimiliert und zur Unerkenntlichkeit überformt. Anstelle des damaligen Dorfes liegen dort heute der Neue Friedhof sowie das Gewerbegebiet Steinkreuzweg. Die Weißenfelser Straße verläuft dort trotzdem noch leicht geschwungen, was ein Hinweis auf die damalige Ortslage ist.
Südöstlich von Wichowe liegen heute die Siedlung Weichau sowie der Weichaugrund, deren Namen beide im Zusammenhang mit Wichowe stehen.

## Geschichte
In einer Urkunde des Klosters Pforta wurden u. a. zwei Hufen in Wichowe an das Georgenkloster übergeben. Daneben wurde u. a. eine Wüstung namens Wisgeraben genannt. Im Jahre 1225 wurde in einer Urkunde des Georgenklosters ausdrücklich beschrieben, dass beide Orte noch bestanden. Auf einem Alten Messtischblatt (Naumann, 1936) ist die genaue Lage von Wichowe noch eingezeichnet. Wisgeraben könnte sich zwischen Finne und Wethau befunden haben und muss an einem Gewässer gelegen haben, da von dort eine Wassermühle überliefert wurde.